# Derde divisie 2017/18
Het voetbalseizoen 2017/18 van de Derde Divisie was het achtste seizoen van deze competitie en het tweede seizoen onder deze naam. De competitie was dit seizoen het vierde niveau in het Nederlandse voetbal en de hoogste competitie met een parallelle afdeling in het zaterdag- en zondagvoetbal. Aan de competitie namen 36 teams deel, 18 in de zondagafdeling en 18 in de zaterdagafdeling. Op 12 juli 2017 werd bekend dat Magreb '90 en Jong Vitesse van plek zouden ruilen in de Derde Divisie om de verdeling van de beloftenteams wat gelijkmatiger te maken.
Het seizoen ging van start op 26 augustus 2017 en de laatste speelronde was 27 mei 2018. SV Spakenburg werd kampioen in de zaterdagafdeling en Jong Vitesse werd kampioen in de zondagafdeling. Naast de kampioenen zijn ook SVV Scheveningen en Jong Almere City FC gepromoveerd naar de Tweede Divisie. Magreb '90, ACV, VV De Meern en Jong De Graafschap degradeerde na het seizoen rechtstreeks naar de Hoofdklasse en vv Capelle, VV Spijkenisse en Be Quick 1887 degradeerde via de nacompetitie.

## Promotie en degradatieregeling
De kampioenen van beide Derde Divisies promoveren, terwijl de twee laagst geklasseerde clubs van de Tweede Divisie degraderen naar een van de Derde Divisies. De zes (vervangende) periodekampioenen van de Derde Divisie en de nummers 15 en 16 van de Tweede Divisie spelen om twee plaatsen in de Tweede Divisie.

## Zaterdagafdeling

#### Clubs
| Club                | Plaats              | Accommodatie               | Cap.    | Trainer           |
| ------------------- | ------------------- | -------------------------- | ------- | ----------------- |
| ACV Assen           | Assen               | Univé-Sportpark            | 0.5.000 | Fred de Boer      |
| Jong Almere City FC | Almere              | Yanmar Stadion             | 0.3.200 | Ivar van Dinteren |
| ASWH                | Hendrik-Ido-Ambacht | Sportpark Schildman        | 0.3.000 | Jack van den Berg |
| vv Capelle          | Capelle a/d IJssel  | Sportpark 't Slot          | 0.3.000 | Ton van Bremen    |
| VV DOVO             | Veenendaal          | Sportpark Panhuis          | 0.3.200 | Gert Kruys        |
| DVS '33 Ermelo      | Ermelo              | Sportlaan                  | 0.5.000 | Willem Leushuis   |
| Jong FC Groningen   | Groningen           | Sportpark Corpus den Hoorn | 0.1.500 | Alfons Arts       |
| Harkemase Boys      | Harkema             | Sportpark De Bosk          | 0.6.000 | Henk Herder       |
| Magreb '90          | Utrecht             | Sportpark Papendorp        | 0.1.000 | Jamal Yahiaoui    |
| ODIN '59            | Heemskerk           | Sportpark Assumburg        | 0.3.000 | Richard Plug      |
| ONS Sneek           | Sneek               | Zuidersportpark            | 0.3.150 | Chris de Wagt     |
| Quick Boys          | Katwijk aan Zee     | Sportpark Nieuw Zuid       | 0.8.200 | Jan Zoutman       |
| SVV Scheveningen    | Scheveningen        | Sportpark Houtrust         | 0.3.000 | John Blok         |
| SV Spakenburg       | Spakenburg          | Sportpark De Westmaat      | 08.000  | John de Wolf      |
| VV Spijkenisse      | Spijkenisse         | Sportpark Jaap Riedijk     | 0.3.500 | Peter Wubben      |
| Jong FC Twente      | Hengelo             | FC Twente-trainingscentrum | 0.1.000 | Paul Bosvelt      |
| Jong FC Volendam    | Volendam            | Kras Stadion               | 0.7.164 | Berry Smit        |
| VVOG                | Harderwijk          | Sportpark De Strokel       | .10.000 | Ed Engelkes       |

### Ranglijst

#### Eindstand
| #   | club                 | gs | w  | g  | v  | sp | pnt | dv | dt  | ds  |
| --- | -------------------- | -- | -- | -- | -- | -- | --- | -- | --- | --- |
| 1.  | SV Spakenburg        | 34 | 22 | 5  | 7  |    | 71  | 68 | 32  | +36 |
| 2.  | SVV Scheveningen2    | 34 | 20 | 5  | 9  |    | 65  | 68 | 44  | +24 |
| 3.  | DVS '33 Ermelo       | 34 | 19 | 5  | 10 |    | 62  | 74 | 37  | +37 |
| 4.  | Jong Almere City FC1 | 34 | 18 | 7  | 9  |    | 61  | 73 | 54  | +19 |
| 5.  | Jong FC Groningen    | 34 | 17 | 7  | 10 |    | 58  | 72 | 34  | +38 |
| 6.  | Quick Boys           | 34 | 18 | 4  | 12 |    | 58  | 63 | 45  | +18 |
| 7.  | Jong FC Volendam3    | 34 | 18 | 2  | 14 |    | 56  | 60 | 48  | +12 |
| 8.  | ODIN '59             | 34 | 14 | 7  | 13 |    | 49  | 56 | 51  | +5  |
| 9.  | VV DOVO              | 34 | 13 | 10 | 11 |    | 49  | 54 | 52  | +2  |
| 10. | Jong FC Twente       | 34 | 14 | 6  | 14 |    | 48  | 52 | 45  | +7  |
| 11. | ASWH                 | 34 | 12 | 11 | 11 |    | 47  | 52 | 51  | +1  |
| 12. | Harkemase Boys       | 34 | 14 | 4  | 16 |    | 46  | 55 | 56  | −1  |
| 13. | VVOG                 | 34 | 11 | 9  | 14 |    | 42  | 36 | 51  | −15 |
| 14. | ONS Sneek            | 34 | 10 | 7  | 17 |    | 37  | 62 | 88  | −26 |
| 15. | vv Capelle           | 34 | 9  | 8  | 17 |    | 35  | 44 | 57  | −13 |
| 16. | VV Spijkenisse       | 34 | 7  | 12 | 15 |    | 33  | 56 | 83  | −27 |
| 17. | ACV                  | 34 | 9  | 5  | 20 |    | 32  | 57 | 83  | −26 |
| 18. | Magreb '90* ** ***   | 34 | 2  | 4  | 28 | −7 | 3   | 31 | 122 | −91 |

#### Legenda
| Kleur | Kwalificatie voor                                                 |
| ----- | ----------------------------------------------------------------- |
|       | Kampioen, promotie naar de Tweede divisie                         |
|       | (Plaatsvervangende) periodekampioen en nacompetitie voor promotie |
|       | Play-offs tegen degradatie naar de Hoofdklasse                    |
|       | Degradatie naar de Hoofdklasse                                    |

1 Winnaar eerste periodetitel (wedstrijd 1-12)

2 Winnaar tweede periodetitel (wedstrijd 13-23)

3 Winnaar derde periodetitel (wedstrijd 24-34)

* Magreb '90 kreeg 3 punten in mindering wegens geen gecertificeerde jeugdopleiding en geen drie geregistreerde contractspelers.

** Magreb '90 kreeg 1 punt in mindering wegens het niet hebben van het minimale aantal contractspelers.

*** Magreb '90 kreeg 3 punten in mindering wegens het niet voldoen aan de licentievoorwaarde met betrekking tot het aanleveren van financiële jaarstukken.

### Uitslagen
| Thuis ╲ Uit         | ACV   | JAL   | ASW   | CAP   | DOV   | DVS   | JGR   | HAR   | MAG   | ODI   | ONS   | QUI   | SVV   | SPA   | SPI   | JTW   | JVO   | VVO   |
| ------------------- | ----- | ----- | ----- | ----- | ----- | ----- | ----- | ----- | ----- | ----- | ----- | ----- | ----- | ----- | ----- | ----- | ----- | ----- |
| ACV                 |       | 1 – 2 | 1 – 1 | 4 – 1 | 1 – 2 | 3 – 2 | 1 – 3 | 3 – 1 | 3 – 3 | 2 – 3 | 2 – 2 | 2 – 4 | 5 – 2 | 0 – 0 | 5 – 3 | 1 – 3 | 2 – 1 | 2 – 2 |
| Jong Almere City FC | 5 – 1 |       | 2 – 0 | 2 – 2 | 2 – 0 | 1 – 4 | 2 – 0 | 2 – 4 | 2 – 0 | 1 – 1 | 4 – 2 | 1 – 4 | 3 – 1 | 1 – 4 | 8 – 1 | 2 – 1 | 0 – 1 | 4 – 2 |
| ASWH                | 2 – 0 | 1 – 0 |       | 1 – 0 | 3 – 2 | 4 – 1 | 0 – 1 | 1 – 3 | 9 – 0 | 3 – 2 | 4 – 1 | 0 – 1 | 0 – 3 | 2 – 2 | 1 – 1 | 2 – 1 | 0 – 5 | 0 – 0 |
| vv Capelle          | 1 – 0 | 0 – 1 | 1 – 2 |       | 2 – 0 | 1 – 1 | 0 – 2 | 1 – 4 | 0 – 1 | 2 – 3 | 4 – 1 | 1 – 1 | 1 – 1 | 1 – 2 | 1 – 2 | 1 – 1 | 0 – 0 | 1 – 2 |
| VV DOVO             | 3 – 0 | 2 – 0 | 3 – 2 | 0 – 0 |       | 1 – 0 | 1 – 1 | 1 – 0 | 2 – 0 | 1 – 4 | 3 – 3 | 1 – 2 | 2 – 3 | 2 – 2 | 2 – 2 | 1 – 0 | 1 – 3 | 1 – 0 |
| DVS '33 Ermelo      | 2 – 0 | 4 – 1 | 0 – 0 | 6 – 1 | 4 – 0 |       | 0 – 0 | 0 – 1 | 5 – 0 | 1 – 3 | 2 – 0 | 0 – 3 | 1 – 0 | 5 – 1 | 3 – 0 | 3 – 2 | 1 – 2 | 1 – 1 |
| Jong FC Groningen   | 5 – 1 | 0 – 1 | 5 – 0 | 3 – 1 | 2 – 2 | 3 – 2 |       | 2 – 3 | 9 – 0 | 0 – 0 | 1 – 0 | 1 – 1 | 1 – 2 | 1 – 2 | 6 – 0 | 3 – 0 | 2 – 1 | 5 – 0 |
| Harkemase Boys      | 1 – 2 | 1 – 1 | 1 – 2 | 2 – 3 | 1 – 2 | 0 – 1 | 2 – 1 |       | 5 – 1 | 4 – 2 | 2 – 3 | 0 – 1 | 3 – 1 | 0 – 2 | 3 – 1 | 0 – 3 | 2 – 1 | 0 – 0 |
| Magreb '90          | 3 – 5 | 2 – 2 | 2 – 5 | 0 – 4 | 0 – 5 | 1 – 7 | 0 – 3 | 0 – 2 |       | 2 – 0 | 2 – 4 | 1 – 4 | 1 – 2 | 0 – 2 | 5 – 5 | 0 – 1 | 1 – 2 | 0 – 2 |
| ODIN '59            | 4 – 0 | 1 – 4 | 0 – 0 | 2 – 0 | 2 – 5 | 1 – 2 | 1 – 2 | 1 – 1 | 1 – 0 |       | 2 – 2 | 0 – 1 | 1 – 3 | 1 – 0 | 1 – 1 | 1 – 3 | 2 – 0 | 0 – 0 |
| ONS Sneek           | 4 – 1 | 1 – 1 | 3 – 1 | 0 – 2 | 3 – 3 | 2 – 3 | 1 – 1 | 2 – 5 | 3 – 0 | 0 – 2 |       | 1 – 4 | 1 – 3 | 0 – 4 | 5 – 1 | 4 – 2 | 3 – 2 | 3 – 2 |
| Quick Boys          | 3 – 4 | 2 – 3 | 1 – 1 | 0 – 2 | 1 – 0 | 0 – 1 | 0 – 2 | 3 – 2 | 1 – 0 | 1 – 0 | 7 – 0 |       | 2 – 4 | 0 – 3 | 3 – 1 | 2 – 0 | 0 – 1 | 1 – 2 |
| SVV Scheveningen    | 2 – 1 | 4 – 3 | 1 – 1 | 2 – 0 | 2 – 2 | 0 – 1 | 1 – 2 | 5 – 0 | 4 – 1 | 3 – 2 | 7 – 2 | 0 – 0 |       | 0 – 1 | 1 – 1 | 1 – 0 | 1 – 0 | 3 – 0 |
| SV Spakenburg       | 4 – 0 | 1 – 3 | 2 – 1 | 5 – 2 | 3 – 0 | 2 – 1 | 2 – 1 | 3 – 0 | 6 – 1 | 1 – 2 | 1 – 1 | 2 – 0 | 0 – 2 |       | 2 – 1 | 0 – 0 | 2 – 0 | 3 – 0 |
| VV Spijkenisse      | 2 – 1 | 1 – 2 | 0 – 0 | 2 – 2 | 2 – 2 | 2 – 2 | 2 – 2 | 3 – 0 | 2 – 2 | 2 – 6 | 3 – 0 | 3 – 5 | 2 – 0 | 0 – 2 |       | 2 – 2 | 3 – 4 | 0 – 3 |
| Jong FC Twente      | 1 – 0 | 1 – 1 | 2 – 2 | 2 – 1 | 0 – 1 | 1 – 0 | 3 – 2 | 0 – 1 | 4 – 1 | 1 – 2 | 3 – 2 | 3 – 2 | 1 – 3 | 2 – 0 | 0 – 1 |       | 4 – 0 | 1 – 1 |
| Jong FC Volendam    | 4 – 2 | 1 – 3 | 3 – 0 | 1 – 3 | 1 – 1 | 0 – 2 | 1 – 0 | 1 – 0 | 8 – 1 | 3 – 2 | 3 – 1 | 3 – 2 | 0 – 1 | 2 – 0 | 2 – 1 | 1 – 4 |       | 3 – 0 |
| VVOG                | 2 – 1 | 3 – 3 | 1 – 1 | 1 – 2 | 1 – 0 | 0 – 6 | 1 – 0 | 1 – 1 | 3 – 0 | 0 – 1 | 1 – 2 | 0 – 1 | 3 – 0 | 0 – 2 | 0 – 3 | 1 – 0 | 1 – 0 |       |

### Topscorers
| pos | Speler            | Club                | Goals |
| --- | ----------------- | ------------------- | ----- |
| 1.  | Yordi Teijsse     | KVV Quick Boys      | 25    |
| 2.  | Kees Tol          | SV Spakenburg       | 22    |
| 3.  | Maurice de Ruiter | DVS '33 Ermelo      | 20    |
| ".  | Khalid Tadmine    | Jong Almere City FC | 20    |
| ".  | Michael Breij     | Jong FC Groningen   | 20    |

## Zondagafdeling

### Clubs
| Club               | Plaats      | Accommodatie                 | Cap.    | Trainer            |
| ------------------ | ----------- | ---------------------------- | ------- | ------------------ |
| ADO '20            | Heemskerk   | Sportpark De Vlotter         | 0.1.100 | Thijs Sluijter     |
| Be Quick 1887      | Haren       | Stadion Esserberg            | .12.000 | Mischa Visser      |
| Blauw Geel '38     | Veghel      | PWA Sportpark                | 0.2.500 | Erwin van Breugel  |
| Jong De Graafschap | Varsselder  | De Buitenham                 | 0.1.500 | Richard Roelofsen  |
| VV Dongen          | Dongen      | Sportpark De Biezen          | 0.1.800 | Ron Timmers        |
| EVV                | Echt        | Sportpark In de Bandert      | 0.2.000 | Kevin van Dessel   |
| HBS-Craeyenhout    | Den Haag    | Sportpark Daal en Bergselaan | 0.1.000 | Marcel Koning      |
| USV Hercules       | Utrecht     | Sportpark Voordorp           | 000800  | Erik Speelziek     |
| HSC '21            | Haaksbergen | Groot Scholtenhagen          | 0.4.500 | Daniël Nijhof      |
| JVC Cuijk          | Cuijk       | Sportpark De Groenendijkse   | 0.3.000 | Ruud Kaiser        |
| VV De Meern        | De Meern    | Sportpark De Meern           | 0.2.000 | Joël Titaley       |
| OFC                | Oostzaan    | Sportpark OFC                | 0.1.500 | Imdat Ilgüy        |
| OJC Rosmalen       | Rosmalen    | Sportpark De Groote Wielen   | 0.3.000 | David Vecht        |
| Quick '20          | Oldenzaal   | Vondersweijde                | 0.7.000 | René Nijhuis       |
| Quick (H)          | Den Haag    | Sportpark Nieuw Hanenburg    | 0.1.500 | Paul van der Zwaan |
| VV UNA             | Veldhoven   | Sportpark Zeelst             | 0.1.000 | Mark Schenning     |
| Jong Vitesse       | Arnhem      | NSC Papendal                 | 0.2.000 | Joseph Oosting     |
| RKVV Westlandia    | Naaldwijk   | Sportpark De Hoge Bomen      | 0.4.000 | Edwin Grünholz     |

### Ranglijst

#### Eindstand
| #   | club               | gs | w  | g  | v  | sp | pnt | dv | dt | ds  |
| --- | ------------------ | -- | -- | -- | -- | -- | --- | -- | -- | --- |
| 1.  | Jong Vitesse3a     | 34 | 23 | 6  | 5  |    | 75  | 96 | 36 | +60 |
| 2.  | VV UNA1            | 34 | 22 | 5  | 7  |    | 71  | 74 | 38 | +36 |
| 3.  | Quick (H)3b        | 34 | 18 | 9  | 7  |    | 63  | 74 | 58 | +16 |
| 4.  | VV Dongen          | 34 | 17 | 4  | 13 |    | 55  | 61 | 65 | −4  |
| 5.  | RKVV Westlandia    | 34 | 17 | 3  | 14 |    | 54  | 77 | 74 | +3  |
| 6.  | OFC*               | 34 | 14 | 11 | 9  | −1 | 52  | 64 | 47 | +17 |
| 7.  | ADO '20            | 34 | 14 | 10 | 10 |    | 52  | 76 | 70 | +6  |
| 8.  | JVC Cuijk2         | 34 | 15 | 5  | 14 |    | 50  | 60 | 58 | +2  |
| 9.  | USV Hercules       | 34 | 14 | 7  | 13 |    | 49  | 63 | 59 | +4  |
| 10. | Blauw Geel '38     | 34 | 14 | 5  | 15 |    | 47  | 60 | 62 | −2  |
| 11. | OJC Rosmalen       | 34 | 14 | 5  | 15 |    | 47  | 52 | 61 | −9  |
| 12. | HBS-Craeyenhout    | 34 | 11 | 7  | 16 |    | 40  | 43 | 43 | 0   |
| 13. | EVV                | 34 | 11 | 6  | 17 |    | 39  | 32 | 48 | −16 |
| 14. | HSC '21            | 34 | 11 | 5  | 18 |    | 38  | 44 | 57 | −13 |
| 15. | Quick '20          | 34 | 11 | 5  | 18 |    | 38  | 52 | 67 | −15 |
| 16. | Be Quick 1887      | 34 | 9  | 6  | 19 |    | 33  | 61 | 85 | −24 |
| 17. | Jong De Graafschap | 34 | 8  | 8  | 18 |    | 32  | 48 | 61 | −13 |
| 18. | VV De Meern        | 34 | 6  | 7  | 21 |    | 25  | 28 | 76 | −48 |

#### Legenda
| Kleur | Kwalificatie voor                                                 |
| ----- | ----------------------------------------------------------------- |
|       | Kampioen, promotie naar de Tweede divisie                         |
|       | (Plaatsvervangende) periodekampioen en nacompetitie voor promotie |
|       | Play-offs tegen degradatie naar de Hoofdklasse                    |
|       | Degradatie naar de Hoofdklasse                                    |

1 Winnaar eerste periodetitel (wedstrijd 1-12)

2 Winnaar tweede periodetitel (wedstrijd 13-23)

3a Winnaar derde periodetitel (wedstrijd 24-34)

3b Plaatsvervangende winnaar derde periodetitel (wedstrijd 24-34)

* OFC kreeg 1 punt in mindering wegens het niet tijdig aanleveren van de jaarstukken over 2016/17.

### Uitslagen
| Thuis ╲ Uit        | ADO   | BEQ   | BLA   | DON   | EVV   | JDG   | HBS   | HER   | HSC   | JVC   | MEE   | OFC   | OJC   | Q20   | QHA   | UNA   | JVI   | WES   |
| ------------------ | ----- | ----- | ----- | ----- | ----- | ----- | ----- | ----- | ----- | ----- | ----- | ----- | ----- | ----- | ----- | ----- | ----- | ----- |
| ADO '20            |       | 4 – 4 | 4 – 2 | 3 – 6 | 2 – 2 | 4 – 0 | 1 – 1 | 4 – 1 | 2 – 0 | 3 – 2 | 0 – 0 | 0 – 1 | 1 – 0 | 1 – 1 | 1 – 1 | 2 – 3 | 1 – 1 | 4 – 2 |
| Be Quick 1887      | 1 – 5 |       | 3 – 1 | 1 – 2 | 0 – 1 | 2 – 2 | 1 – 2 | 1 – 2 | 2 – 4 | 3 – 0 | 3 – 3 | 1 – 0 | 3 – 4 | 4 – 2 | 1 – 3 | 0 – 3 | 3 – 3 | 2 – 5 |
| Blauw Geel '38     | 5 – 2 | 2 – 0 |       | 1 – 2 | 3 – 0 | 2 – 1 | 1 – 1 | 3 – 3 | 4 – 2 | 1 – 5 | 1 – 3 | 0 – 1 | 3 – 1 | 2 – 0 | 4 – 1 | 0 – 3 | 2 – 2 | 1 – 4 |
| VV Dongen          | 1 – 4 | 2 – 0 | 3 – 2 |       | 2 – 0 | 1 – 0 | 2 – 1 | 2 – 2 | 1 – 3 | 0 – 2 | 3 – 0 | 0 – 7 | 4 – 0 | 0 – 3 | 3 – 1 | 2 – 2 | 0 – 3 | 6 – 2 |
| EVV                | 0 – 2 | 1 – 2 | 1 – 0 | 0 – 0 |       | 2 – 0 | 1 – 0 | 2 – 1 | 2 – 1 | 1 – 0 | 3 – 0 | 2 – 2 | 0 – 1 | 1 – 2 | 1 – 1 | 1 – 0 | 0 – 3 | 0 – 3 |
| Jong De Graafschap | 1 – 3 | 0 – 1 | 3 – 4 | 4 – 1 | 0 – 0 |       | 2 – 1 | 1 – 2 | 2 – 0 | 1 – 4 | 4 – 0 | 3 – 2 | 3 – 1 | 2 – 3 | 0 – 0 | 1 – 1 | 3 – 0 | 0 – 2 |
| HBS-Craeyenhout    | 0 – 1 | 5 – 1 | 0 – 0 | 0 – 2 | 1 – 0 | 2 – 2 |       | 0 – 0 | 0 – 1 | 2 – 0 | 1 – 0 | 3 – 1 | 1 – 0 | 0 – 0 | 1 – 3 | 0 – 1 | 0 – 2 | 4 – 2 |
| USV Hercules       | 7 – 1 | 0 – 0 | 2 – 1 | 2 – 0 | 2 – 1 | 2 – 1 | 0 – 0 |       | 2 – 1 | 2 – 3 | 1 – 1 | 0 – 1 | 5 – 3 | 2 – 0 | 1 – 1 | 3 – 0 | 1 – 3 | 1 – 3 |
| HSC '21            | 1 – 1 | 3 – 2 | 2 – 3 | 3 – 1 | 2 – 0 | 1 – 1 | 1 – 3 | 0 – 2 |       | 0 – 0 | 2 – 1 | 3 – 0 | 0 – 1 | 2 – 1 | 1 – 1 | 1 – 2 | 0 – 2 | 1 – 3 |
| JVC Cuijk          | 0 – 0 | 4 – 2 | 1 – 1 | 2 – 4 | 0 – 1 | 3 – 2 | 0 – 2 | 2 – 4 | 2 – 0 |       | 2 – 0 | 0 – 3 | 2 – 0 | 4 – 1 | 2 – 1 | 2 – 1 | 0 – 3 | 2 – 1 |
| VV De Meern        | 0 – 4 | 2 – 2 | 1 – 0 | 0 – 4 | 1 – 2 | 1 – 4 | 2 – 1 | 1 – 0 | 0 – 5 | 3 – 1 |       | 1 – 1 | 0 – 5 | 0 – 0 | 3 – 6 | 0 – 2 | 1 – 0 | 0 – 3 |
| OFC                | 4 – 3 | 1 – 3 | 0 – 1 | 4 – 0 | 3 – 1 | 1 – 1 | 2 – 1 | 2 – 1 | 1 – 2 | 2 – 2 | 2 – 2 |       | 1 – 1 | 6 – 1 | 0 – 0 | 4 – 0 | 2 – 2 | 1 – 1 |
| OJC Rosmalen       | 1 – 1 | 2 – 1 | 2 – 0 | 1 – 1 | 3 – 1 | 1 – 1 | 4 – 1 | 1 – 3 | 1 – 0 | 0 – 2 | 3 – 0 | 0 – 1 |       | 3 – 0 | 0 – 2 | 2 – 2 | 0 – 5 | 2 – 3 |
| Quick '20          | 4 – 1 | 2 – 3 | 0 – 3 | 0 – 1 | 1 – 1 | 4 – 1 | 3 – 2 | 6 – 3 | 2 – 0 | 2 – 0 | 1 – 0 | 4 – 1 | 2 – 3 |       | 1 – 3 | 1 – 1 | 0 – 2 | 0 – 1 |
| Quick (H)          | 4 – 3 | 2 – 3 | 3 – 1 | 5 – 2 | 3 – 2 | 3 – 0 | 2 – 1 | 5 – 2 | 0 – 0 | 3 – 1 | 2 – 1 | 3 – 3 | 4 – 1 | 3 – 1 |       | 0 – 5 | 0 – 2 | 2 – 2 |
| VV UNA             | 4 – 2 | 5 – 0 | 0 – 1 | 2 – 0 | 2 – 1 | 3 – 0 | 2 – 0 | 2 – 0 | 2 – 1 | 3 – 2 | 4 – 0 | 0 – 0 | 6 – 1 | 5 – 1 | 1 – 3 |       | 1 – 0 | 3 – 1 |
| Jong Vitesse       | 9 – 2 | 3 – 2 | 4 – 1 | 3 – 0 | 1 – 1 | 3 – 2 | 3 – 2 | 3 – 1 | 5 – 0 | 3 – 3 | 2 – 0 | 5 – 2 | 1 – 2 | 2 – 1 | 7 – 1 | 5 – 0 |       | 3 – 0 |
| RKVV Westlandia    | 1 – 4 | 5 – 4 | 2 – 4 | 2 – 3 | 4 – 1 | 1 – 0 | 0 – 4 | 4 – 3 | 5 – 1 | 3 – 5 | 2 – 1 | 0 – 2 | 1 – 2 | 4 – 2 | 2 – 2 | 1 – 3 | 2 – 1 |       |

## Play-offs om promotie/degradatie Derde divisie/Hoofdklasse
Topklasse: 2010/11 · 2011/12 · 2012/13 · 2013/14 · 2014/15 · 2015/16

Derde divisie: 2016/17 · 2017/18 · 2018/19 · 2019/20 · 2020/21 · 2021/22 · 2022/23 · 2023/24 · 2024/25